# Star Diagnosis
Mercedes SD Connect Compact 4 - мультиплексор нового покоління для всіх нині існуючих і наступних моделей вантажних, легкових і комерційних транспортних засобів Mercedes-Benz, який є продовженням лінійки Star Diagnosis.
За словами представників компанії, підтримка мультиплексорів старого покоління Star Diagnosis С3, починаючи з версії DAS Xentry, припинена в січні 2012. І це значить, що якщо вам потрібно купити діагностичне обладнання, в т.ч. для нових моделей Mercedes, то ваш вибір це новий Mercedes SD Connect.
Пристрій здатний працювати в мережі як по LAN-кабелю, так і з використанням бездротового стандарту зв'язку Wi-Fi, що безсумнівно підвищує зручність в роботі зі сканером.

## Нова система SD Connect пропонує повну діагностику всіх систем
- Зчитування, відображення описів і стирання кодів несправностей.
- Відображення даних з будь-яких датчиків, вузлів, модулів в реальному часі.
- Активація виконавчих механізмів, скидання до заводських налаштувань, адаптація.
- Кодування блоків всіх типів двигунів, кузовів, систем шасі, панелей приладів та т.д.
- Функція прописування додаткових ключів.
- Установка аксесуарів за допомогою MOST bus і D2B ring.
- Чип-тюнінг і безліч інших операцій.

## Підтримка систем
- Всі типи бензинових і дизельних двигунів: LH2, LH1, V6, ME2.1, PMS, ME2.0, ME1.0, CDI 1-3, ME2.8, ME2.7, ECM, ERE, EVE, HFM.
- Коробки передач всіх типів.
- Системи подушок безпеки всіх типів.
- Всі варіанти модулів BAS і ESP.
- Всі EIS системи.
- Контроль тиску в шинах.
- Електронні модулі UCP, LCP, PSE, OCP, ESA, DCM, SCM, OSB.
- Сигнали Acqusition, SAM всіх типів і активаційні модулі.
- Система віддаленого доступу в автомобіль.
- Панель інструментів і "ASSYST", "ASSYST +".
- Парктронік.
- Командні модулі MOST і D2B, включаючи всі доп. модулі, наприклад, VCS, навігація, телефон, CD-чейнджер, телевізор.
- Система контролю пневматичної і активної підвісок.
- Система кондіціонерованія і температурного контролю.
- Системи SEM (ML до 2000р.), DAS (ML з 2000р.), EAM, AAM.
- Системи Vario Roof, Roll Over і м'який дах.
- Різні модулі до 1997 р для 210, 202, 140 кузовів, наприклад, KFB (CF), SKF (CCM), PSE, IFZ, системи авторизації.

## Програмне забезпечення для Mercedes SD Connect Compact 4[1]
Програмне забезпечення для адаптера SD Connect Compact 4 (йде в комплектації з жорстким диском).
Це програмний комплекс, що включає в себе все необхідне:
1. DAS - Діагностичний асистент, призначений для діагностики, програмування і кодування електронних блоків MB з 2001 по 2011 роки. У нашому рішення реалізований прямий запуск DAS і оффлайн програмування блоків, що не вимагає доступу в інтернет.
2. Xentry - Діагностичний асистент, призначений для діагностики, програмування і кодування електронних блоків автомобілів MB починаючи з 2011 року випуску.
3. Програма Mercedes-Benz WIS, ASRA Net містить повну інформацію по ремонту (опису операцій, електросхеми), обслуговування та нормо-годинах (ASRA) всіх автомобілів марки Mercedes-Benz. Програма містить детальну інформацію по ремонту всіх агрегатів, електрики, мотора і коробок передач транспортних засобів марок Mercedes-Benz, Maybach, Smart.
4. EPC - Електронний каталог оригінальних запчастин.
5. Starfinder - Електричні схеми автомобілів MB.